# عون حسين الخشلوك
عون حسين الخشلوك (1961) رجل أعمال وإعلامي عراقي. ولد الدكتور عون حسين الخشلوك في مدينة قلعة سكر إحدى النواحي في محافظة ذي قار وهو الابن الثالث للحاج حسين الخشلوك التاجر العراقي الذي عرف في مناطق الجنوب خلال النصف الأول وما تلاه من القرن الماضي بتجارة الحبوب والتمور في البصرة والناصرية والتصدير إلى دول الخليج ودول أخرى. ينتمي إلى عشائر ربيعة (بني عمير) في الجنوب وقد غادر العراق مبكرا بعد حصوله على الشهادة الإعدادية عام 1979 للدراسة في الخارج على نفقة أبيه.

## نشأته
ولد عون حسين الخشلوك في مدينة قلعة سكر أحد اقضية محافظة ذي قار وهو الابن الثالث للحاج حسين الخشلوك التاجر العراقي الذي عرف في مناطق الجنوب خلال النصف الأول وماتلاه من القرن العشرين بتجارة الحبوب والتمور في البصرة والناصرية والتصدير إلى دول الخليج ودول أخرى. ينتمي إلى عشائر ربيعة (بني عمير) في الجنوب وقد غادر العراق مبكرا بعد حصوله على الشهادة الاعدادية عام 1979 للدراسة في الخارج على نفقة ابيه.

## حياته في المهجر
منذ مغادرته لم يعد إلى العراق إلا بعد أحداث عام 2003، حيث عاش تجربة المنافي والعمل بعيداً عن العراق حتى استقر في اليونان التي يحمل جنسيتها إلى جانب جنسيته العراقية. حصل على شهادة البكالوريوس في الهندسة المدنية ثم الماجستير والدكتوراه في الاختصاص نفسه. وتوزعت أعماله التجارية بين التجارة والبناء والعقارات والصناعة ليؤسس مجموعة الخشلوك الاستثمارية التي تعمل في أوروبا والولايات المتحدة وبريطانيا وأفريقيا والإمارات العربية المتحدة وتركيا ودول أخرى.

## البغدادية
بعد ان اسس الدكتور عون العديد من الجمعيات الخيرية في العراق وخارجه التي تكفلت بمساعدة العوائل المتعففة وعلاج المرضى لاسيما الأطفال منهم طيلة فترة الحصار الذي شهده الشعب العراقي. تطلع بعد عام 2003 إلى إنشاء صرح اعلامي عراقي يكون انموذجاً للاعلام الحر في مراقبة وتشخيص التجربة الجديدة في العراق حرصاً على مكاسب الشعب العراقي وحماية لها من الانحراف نحو الأهداف الخطيرة المتمثلة بتكريس الاحتلال والديكتاتورية والطائفية وانتشار الفساد في دولة جديدة لم تكتمل الضوابط فيها. فأسس عام 2005 قناة البغدادية الفضائية التي تحولت إلى مجموعة اعلامية لاستيعاب التطور الذي شهدته وستشهده في المستقبل.

## نشاطاته
في أواخر شهر ديسمبر 2015 إستقبل عون حسين الخشلوك الفتاة الإيزيدية نادية مراد التي كانت إحدى ضحايا الإيزيديات التي تم سبيهن من قبل تنظيم داعش وكانت هذه الزيارة بعدما قامت الفتاة الإيزيدية بزيارة الرئيس المصري عبد الفتاح السيسي، حيث قالت أنها تحاول في زياراتها إيصال رسالة إضطهاد الإيزيديين من قبل داعش وثم رافقها بعد في زيارة دبلوماسية هذه المرة إلى رئيس اليونان.

## أقرأ أيضا
- قناة البغدادية
- ستوديو التاسعة